# Hamburg-Altstadt

Ligging Altstadt tgo andere stadsdelen

Altstadt is een stadsdeel van de Duitse stad Hamburg, centraal gelegen in het district Hamburg-Mitte. Altstadt is de oude, historische kern van Hamburg, op de rechteroever van de Elbe. Het is gelegen tussen de stadsdelen Neustadt, HafenCity en St. Georg. De grens met Neustadt in het westen is de Alsterfleet, in het zuiden wordt de Altstadt begrensd door het Zollkanal en het gebied van HafenCity, in het oosten en noorden wordt de Altstadt omcirkeld door de spoorwegbedding van de spoorlijn Hamburg Hauptbahnhof - Hamburg-Altona en de watervlakte van de Binnenalster.
In de Altstadt vindt men het Hamburger Rathaus, de 147 m hoge Nikolaiturm, restant na de bombardementen door de geallieerden in de Tweede Wereldoorlog van de Sankt Nikolaikirche, de Sint-Catharinakerk, de St.-Petri-Kirche, de Sint-Jacobikerk, het als cultureel werelderfgoed door UNESCO erkende Kontorhausviertel met het Chilehaus, het Thalia Theater, de Hamburger Kunsthalle en het Hamburg Hauptbahnhof. Een cultuurhistorisch natuurpark rondom de vroegere omwalling van de stad is tegenwoordig een belangrijk park genaamd: Planten un Blomen.